# Hairenik

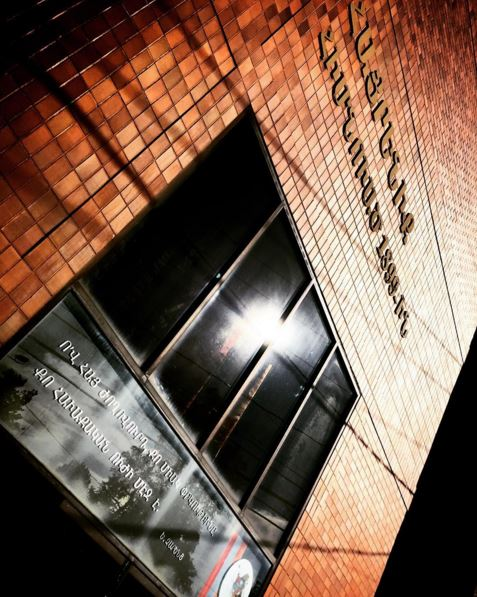
Edificio dell'Associazione Hairenik - Watertown, Mass.

Hairenik (in armeno Հայրենիք?che significa "patria") è un settimanale in lingua armena pubblicato dalla Hairenik Association a Watertown, Massachusetts, negli Stati Uniti.
Il giornale, al servizio della comunità armena americana, fu istituito come settimanale il 1º maggio 1899 a New York, rendendolo una delle pubblicazioni armene più longeve. Si trasferì a Boston, Massachusetts nel 1900, poi a Watertown nel 1986.
Nel giugno 1913 iniziò a essere pubblicato una volta ogni due giorni e nel dicembre 1915 divenne un quotidiano, con pubblicazione continua come tale fino al 1991, quando fu ridotto alla pubblicazione settimanale a causa del calo dei lettori.
Ebbe il coinvolgimento di figure nazionali armene di spicco in qualità di redattori, come Arshak Vramian (1900–1907), Siamanto (1909–1911), Simon Vratsian (1911–1914), e Rouben Darbinian (1922–1968).
Hairenik pubblicò i primi racconti di William Saroyan, come "The Broken Wheel" (1933), scritto con lo pseudonimo di "Sirak Goryan".

## Altre pubblicazioni dell'Associazione Hairenik
L'Hairenik Association Inc ha anche pubblicato :
- Mensile Hairenik, dal 1922 al 1967
- Hairenik Quarterly, dal 1968 al 1971
- Armenian Weekly, una pubblicazione in lingua inglese dal 1934.
- The Armenian Review, una pubblicazione in lingua inglese